# Оригинальная шестёрка
Оригинальная шестерка (англ. The Original Six) представляет собой группу из шести команд, состоявших в НХЛ с сезона 1942—1943 по сезон 1966—1967.
25-летняя «Эра Оригинальной Шестёрки» по праву была названа золотым веком в истории профессионального североамериканского хоккея. Шесть команд — «Бостон Брюинз», «Чикаго Блэк Хокс», «Детройт Ред Уингз», «Торонто Мейпл Лифс», «Нью-Йорк Рейнджерс» и «Монреаль Канадиенс» — участвовали в регулярном чемпионате НХЛ, спорили за выход в плей-офф и в тяжёлой конкурентной борьбе доказывали свои притязания на Кубок Стэнли. «Оригинальная Шестёрка» была базой, опираясь на которую, НХЛ с 1967 года начала своё стремительное расширение. Но несмотря на то, что состав Лиги почти четверть века был постоянен, игра за это время претерпела сильные изменения. Молодые таланты, попавшие в НХЛ по ходу и после войны, играли уже в более быстрый и скоростной хоккей. Примерно в то же время был изобретён новый вид удара по шайбе — щелчком, а вратари стали надевать на игры защитные маски из фибропластика. НХЛ ни на год не останавливалась в своём прогрессе, всё больше и больше приближаясь к тому хоккею, который мы все привыкли видеть сегодня.

## История
После того как началась Вторая мировая война и США также присоединились к конфликту, многие молодые таланты призывного возраста отправились в Европу и на острова Тихого океана. Это сказалось и на клубах. Команды теряли хоккеистов, а иногда и клубы прекращали существование. Клубы НХЛ не стали исключением. После сезона 1941—1942 лигу покинула команда Бруклин Американс.
Также сказались последствия Великой депрессии 1929—1932 годов. В итоге в лиге осталось только 6 клубов. Именно эти шесть клубов будут играть в НХЛ в течение 25 лет.
Первым обладателем «Чаши» формата Оригинальной шестерки стал «Детройт».
Последний сезон «Эры Оригинальной шестерки» НХЛ был сезон 1966—1967. Обладателем Кубка Стэнли стал «Торонто Мэйпл Лифз».

## Команды Оригинальной шестерки НХЛ
- Торонто Мейпл Лифс
- Детройт Ред Уингз
- Нью-Йорк Рейнджерс
- Чикаго Блэк Хокс
- Монреаль Канадиенс
- Бостон Брюинз

## Сезоны НХЛ времен Оригинальной шестёрки
| - 1966/1967 | - 1965/1966 | - 1964/1965 | - 1963/1964 | - 1962/1963 |
| - 1961/1962 | - 1960/1961 | - 1959/1960 | - 1958/1959 | - 1957/1958 |
| - 1956/1957 | - 1955/1956 | - 1954/1955 | - 1953/1954 | - 1952/1953 |
| - 1951/1952 | - 1950/1951 | - 1949/1950 | - 1948/1949 | - 1947/1948 |
| - 1946/1947 | - 1945/1946 | - 1944/1945 | - 1943/1944 | - 1942/1943 |

## Обладатели Кубка Стэнли времен Оригинальной шестерки
| Оригинальная шестерка |                      |     |                      |             |
| 1943                  | Детройт Ред Уингз    | 4-0 | Бостон Брюинз        |             |
| 1944                  | Чикаго Блэк Хокс     | 0-4 | Монреаль Канадиенс √ |             |
| 1945                  | Детройт Ред Уингз    | 3-4 | Торонто Мейпл Лифс   |             |
| 1946                  | Бостон Брюинз        | 1-4 | Монреаль Канадиенс √ |             |
| 1947                  | Монреаль Канадиенс √ | 2-4 | Торонто Мейпл Лифс   |             |
| 1948                  | Детройт Ред Уингз    | 0-4 | Торонто Мейпл Лифс √ |             |
| 1949                  | Детройт Ред Уингз √  | 1-4 | Торонто Мейпл Лифс   |             |
| 1950                  | Детройт Ред Уингз√   | 4-3 | Нью-Йорк Рейнджерс   |             |
| 1951                  | Монреаль Канадиенс   | 1-4 | Торонто Мейпл Лифс   |             |
| 1952                  | Детройт Ред Уингз√   | 4-0 | Монреаль Канадиенс   |             |
| 1953                  | Бостон Брюинз        | 1-4 | Монреаль Канадиенс   |             |
| 1954                  | Детройт Ред Уингз√   | 4-3 | Монреаль Канадиенс   |             |
| 1955                  | Детройт Ред Уингз√   | 4-3 | Монреаль Канадиенс   |             |
| 1956                  | Детройт Ред Уингз    | 1-4 | Монреаль Канадиенс √ |             |
| 1957                  | Бостон Брюинз        | 1-4 | Монреаль Канадиенс   |             |
| 1958                  | Бостон Брюинз        | 2-4 | Монреаль Канадиенс √ |             |
| 1959                  | Торонто Мейпл Лифс   | 1-4 | Монреаль Канадиенс √ |             |
| 1960                  | Торонто Мейпл Лифс   | 0-4 | Монреаль Канадиенс √ |             |
| 1961                  | Чикаго Блэк Хокс     | 4-2 | Детройт Ред Уингз    |             |
| 1962                  | Чикаго Блэк Хокс     | 2-4 | Торонто Мейпл Лифс   |             |
| 1963                  | Детройт Ред Уингз    | 1-4 | Торонто Мейпл Лифс √ |             |
| 1964                  | Детройт Ред Уингз    | 3-4 | Торонто Мейпл Лифс   |             |
| 1965                  | Чикаго Блэк Хокс     | 3-4 | Монреаль Канадиенс   | Жан Беливо  |
| 1966                  | Детройт Ред Уингз    | 0-4 | Монреаль Канадиенс √ | Роже Крозье |
| 1967                  | Монреаль Канадиенс   | 2-4 | Торонто Мейпл Лифс   | Дэйв Кион   |

## Расширение НХЛ в 1967
В 1967 году в НХЛ были приняты следующие команды, и «Эра Оригинальной шестерки» закончилась:
- Калифорния Силз
- Лос-Анджелес Кингз
- Миннесота Норт Старз
- Питтсбург Пингвинз
- Сент-Луис Блюз
- Филадельфия Флайерз

## Знаменитые хоккеисты времен Оригинальной шестёрки
- Жан Беливо

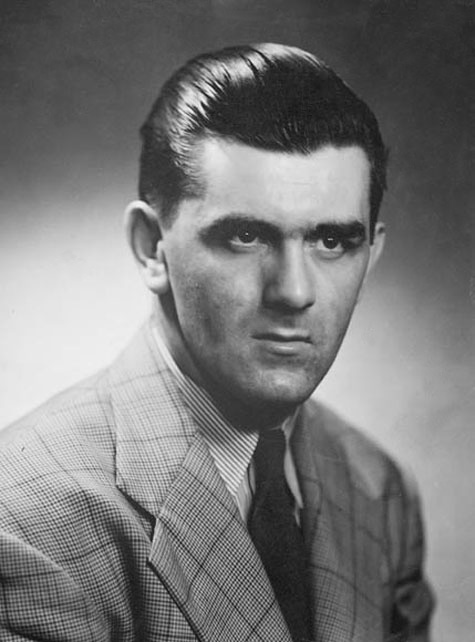
Морис Ришар
- Терри Савчук
- Жак Плант
- Анри Ришар
- Фил Эспозито
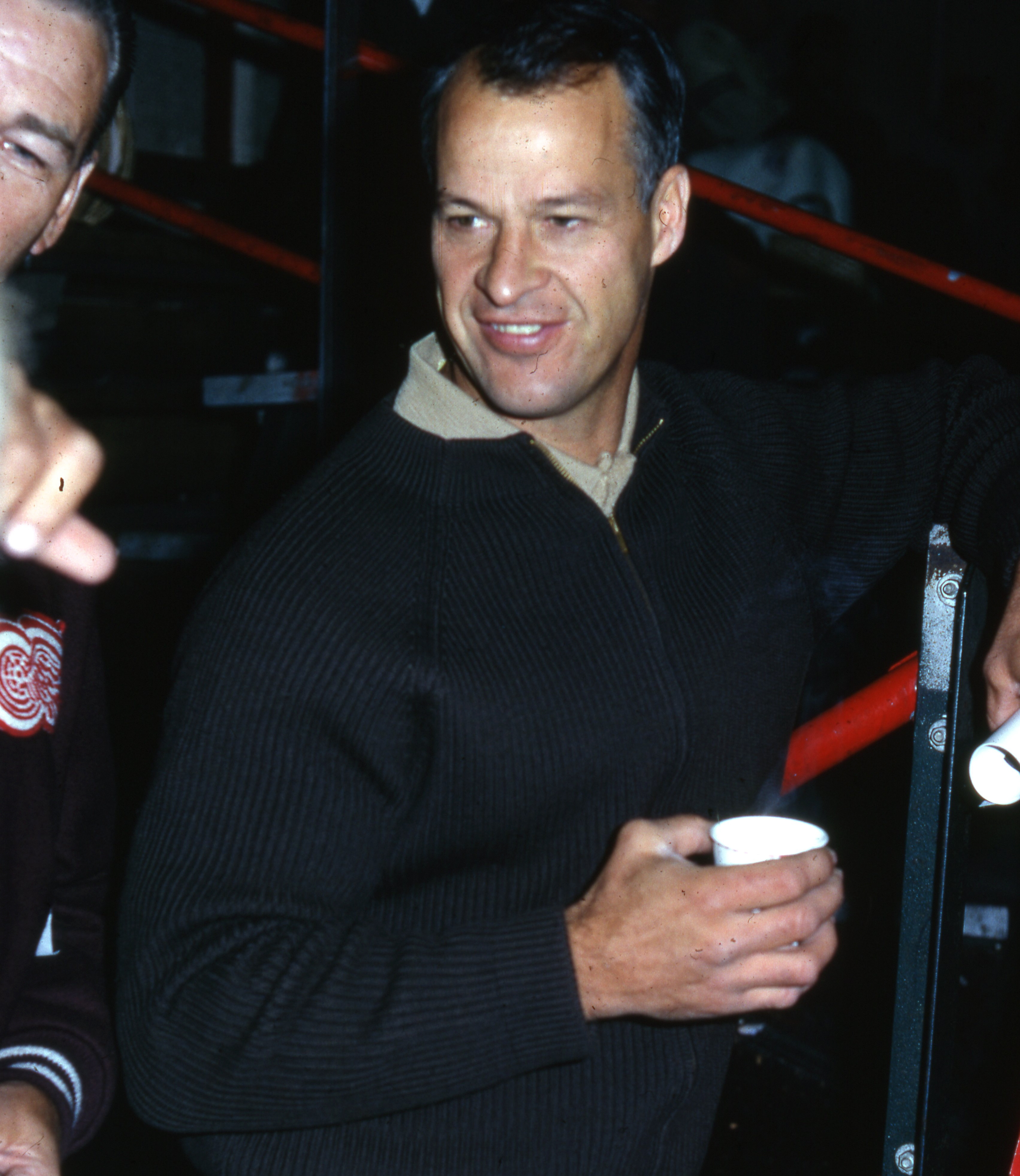
Горди Хоу
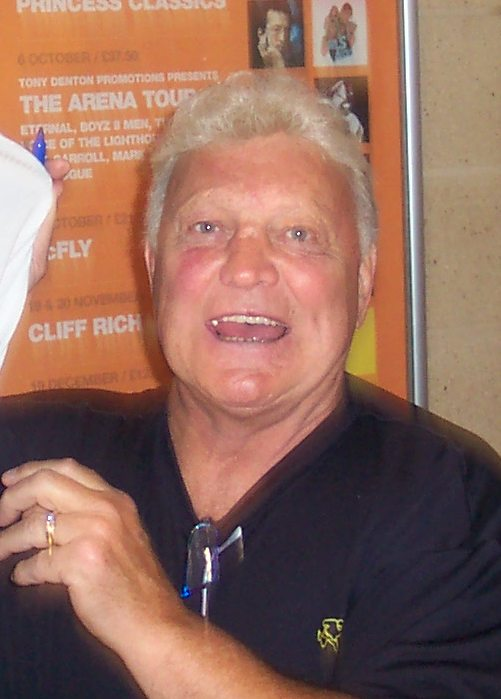
Бобби Халл
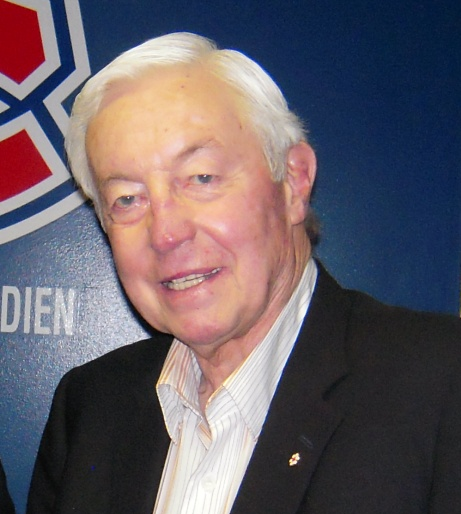
Жан Беливо
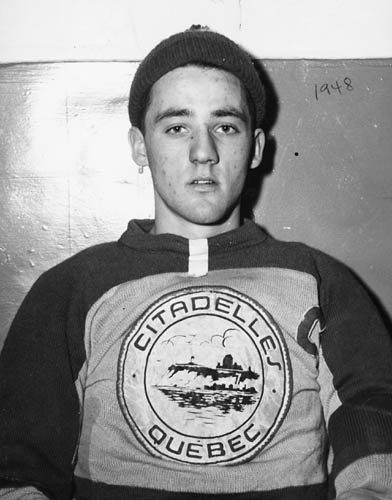
Жак Плант
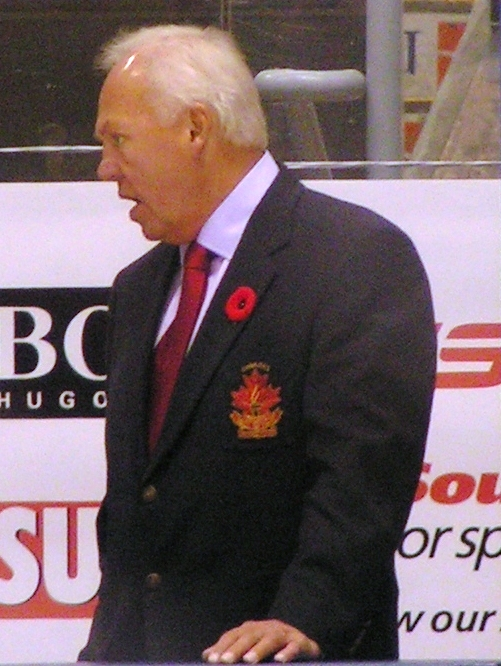
Иван Курнуайе

- Морис Ришар
- Горди Хоу
- Бобби Халл
- Жан Беливо
- Жак Плант
- Иван Курнуайе